# Tauriniano
Tauriniano (em latim: Taurinianus) foi um oficial bizantino do século V, ativo durante o reinado do imperador Teodósio II (r. 408–450). Um pagão declarado, sabe-se que em algum momento exerceu a função de prefeito pretoriano do Oriente. A ele foi endereçada uma carta de Nilo do Sinai e devido ao tratamento violento empregado contra os monges orientais, foi ameaçado com exílio e confisco de suas propriedades.